# Zielonka (powiat przysuski)
Zielonka – wieś w Polsce położona w województwie mazowieckim, w powiecie przysuskim, w gminie Gielniów. Ma status sołectwa. Leży przy drodze krajowej nr 12.
| SIMC    | Nazwa    | Rodzaj     |
| ------- | -------- | ---------- |
| 0619113 | Kluczowa | część wsi  |
| 0619120 | Wygoda   | przysiółek |

W latach 1975–1998 miejscowość administracyjnie należała do województwa radomskiego.
Wierni Kościoła rzymskokatolickiego należą do parafii bł. Władysława z Gielniowa w Gielniowie lub do parafii Nawiedzenia Najświętszej Maryi Panny w Smogorzowie.